# 喔！露西
《喔！露西》（英語：Oh Lucy!）是一部2017年美國與日本合拍的劇情電影，由平栁敦子執導、監製和編劇，本片改編自她的2014年同名短片《喔！露西》。
本片講述一名住在東京，孤獨、連續不斷抽煙的辦公室職員的故事，某日因姪女急需用錢，節子（寺島忍 飾演）只好買下英語會話課程。她後來迷戀了她的男英語老師，並決定在他失蹤後跟隨他到洛杉磯。然而，她帶著姐姐來到美國，尋找私奔的姪女和英語老師。本片在法國2017年坎城影展的國際影評人週環節中首映，並於2018年3月2日在美國戲院上映。

## 演員
- 寺島忍 飾 節子 / 露西——東京的辦公室職員
- 佐斯·夏利 飾 John Woodruff——在東京的英語老師
- 南果步 飾 綾子——節子的姐姐和美花的母親
- 忽那汐里 飾 美花——節子的姪女，她與John有感情關係
- 役所廣司 飾 小森 / 湯姆——上英語課程的保安顧問
- 梅甘·马拉利 飾 Hannah
- 玲子·艾爾斯沃斯 飾 Kei——John的妻子
- 大後壽壽花 飾 Sakura

## 製作
本片在2016年12月拍攝完結。

## 反響
在匯總媒體網站爛番茄上，基於47條評論，本片持有100%的新鮮度，平均得分為6.99 / 10。

## 外部連結
- 互联网电影数据库（IMDb）上《喔！露西》的资料（英文）